# 榮町 (新竹市)

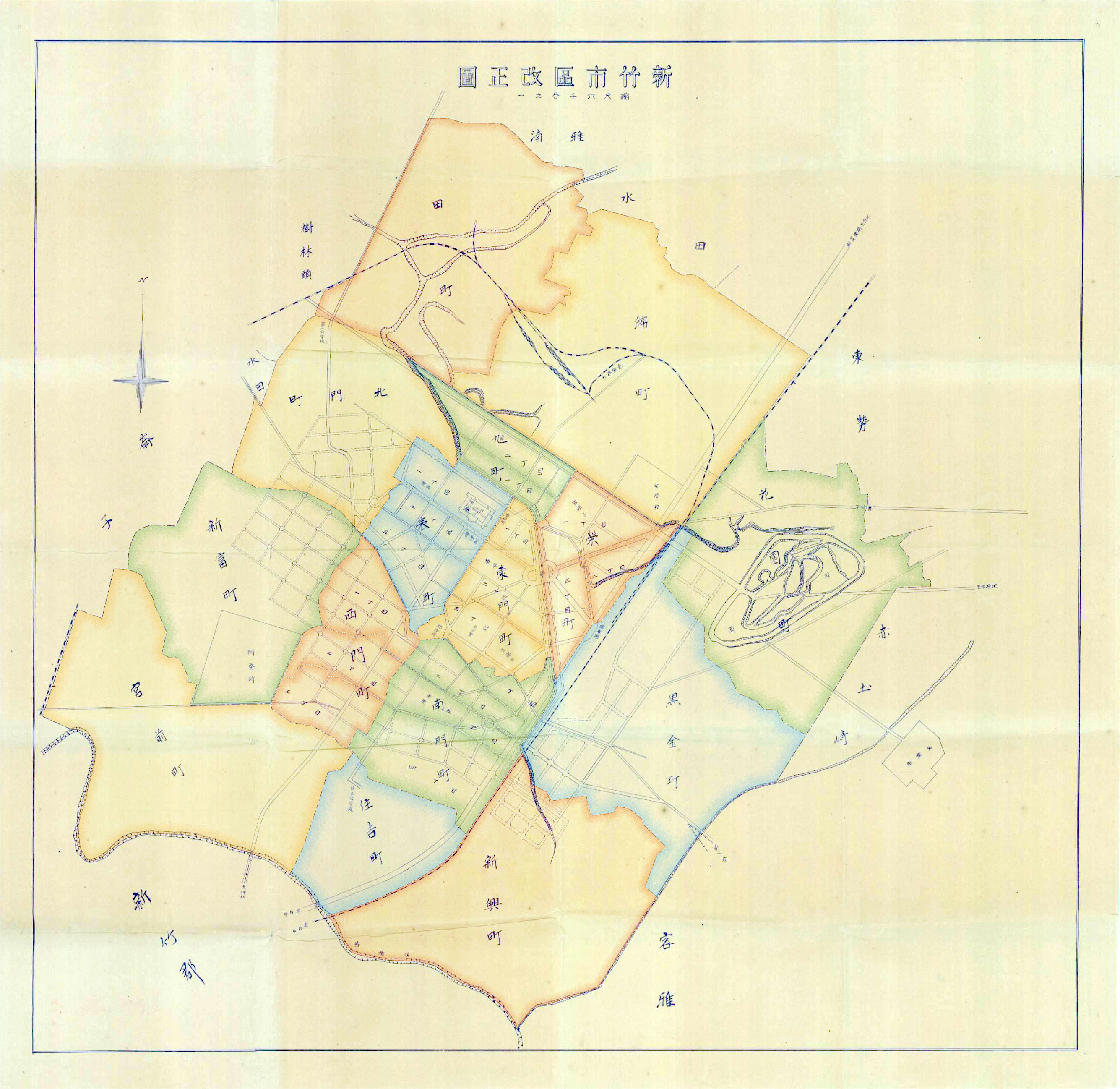
新竹市町名

榮町為新竹州新竹市自1935年實施町名改正所成立的行政區之一，共分為三個丁目，位於新竹車站前中華路、東大路、仁義街和護城河之間的街廓。榮町在町名改正前，位於新竹大字下的東門外南門外小字內。「榮」取字繁榮之意，台灣其他城市的榮町多數亦位在火車站前。
日治時期的町名在戰後改為地籍劃分，新竹市榮町一至三丁目仍可對照於地籍的榮光段一至三小段。

## 設施
官公署
- 專賣局新竹支局
- 專賣局新竹支局腦務係詰所
- 通信部新竹技術官駐在所
- 植物檢查所新竹分所
- 新竹商工會議所（新竹商品陳列館內）
- 新竹州立圖書館
- 驛前警察官吏派出所
- 新竹州立工藝指導所
- 新竹尋常高等小學校（今 東門國小）
- 新竹第一幼稚園

產業組合
- 新竹州物產販賣購買利用組合
- 新竹州倉庫信用購買販賣利用組合
- 新竹州米穀商同業組合
- 新竹州柑橘同業組合

會社
- 日本勸業銀行駐在員事務所
- 大東信託株式會社新竹支店
- 日本通運株式會社新竹支店
- 新竹拓殖軌道株式會社[1]